# 青地与右衛門
青地 与右衛門（あおち よえもん、生没年不詳）は、戦国時代の近江国の力士。近江の武家青地氏の出身とも思われるが詳細不明。
元亀元年（1570年）、織田信長が常楽寺で開いた相撲会で鯰江又一郎とともに勝ち残り、これを破り優勝する。その際、又一郎と共に信長から熨斗付きの太刀と脇差を賜る。その後は信長に仕え、安土の相撲会で相撲奉行となる。また、馬の調教が得意で信長の前で駿馬を試乗した他、天正9年（1581年）の京都御馬揃えの際には厩奉行となる。

## 関連作品
- 『信長のスマホ』(2023年、NHK総合)、演：富栄ドラム